# النازليات
النازليات (الاسم العلمي: Merlucciidae) تعد فصيلة من سمك يشبه القد، وتتضمن أغلب أنواع سمك النازلي.
وتعيش النازليات في الأساس في المياه الباردة في كلٍ من المحيط الأطلنطي والمحيط الهادئ، وتوجد عادةً في الأعماق التي تتجاوز 50 متر (160 قدم) في المناطق شبه الاستوائية والمعتدلة والمجاورة لمناطق الأركتيك أو أنتاركتيكا.
وتندرج الأنواع الأكثر شهرة في الجنسين Macruronus وMerluccius. وهي أسماك ضخمة، حيث يصل طولها إلى 1.55 متر (5 قدم 1 بوصة) (بالرغم من أن أغلبها يبلغ نصف هذا الطول فقط)، كما أنها أسماك مفترسة تعيش في مياه المنحدر القاري والمنحدر القاري العلوي، حيث تتغذى على الأسماك الصغيرة، مثل أسماك المصباح (Lanternfishes). وتُعتبر أنواعًا عديدة منها ذات أهمية تجارية، على سبيل المثال الأسماك القاذفة الزرقاء (blue grenadier) (Macruronus novaezelandiae)، التي يتم صيدها في جنوب غرب المحيط الهادئ، وسمك النازلي في شمال المحيط الهادئ (Merluccius productus) الذي يتم صيده في غرب أمريكا الشمالية.

## وصلات خارجية
- [<a href="http://www.terracuranda.org/fisheries/statistics/index.html">http://www.terracuranda.org/fisheries/statistics/index.html%5Bوصلة+مكسورة%5D</a> Terra Curanda Fishery Statistics]